# Cunaxoides kielczewskii
Cunaxoides kielczewskii är en spindeldjursart som beskrevs av Michocka 1982. Cunaxoides kielczewskii ingår i släktet Cunaxoides och familjen Cunaxidae. Inga underarter finns listade i Catalogue of Life.